# Phyllophaga crenulata
Phyllophaga crenulata är en skalbaggsart som beskrevs av Frölich 1792. Phyllophaga crenulata ingår i släktet Phyllophaga och familjen Melolonthidae. Inga underarter finns listade i Catalogue of Life.